# Parroquia de la Virgen del Rosario (Churintzio)
El templo de Nuestra Señora del Rosario es considerado por el INAH monumento histórico del estado de Michoacán  ID 09560 ubicado en el centro de Churintzio.
El templo llamado popularmente como la Parroquia, es un templo católico. Aunque su fundación data del siglo XVI, el edificio actual data de principios del siglo XIX y 2 restauraciones en este siglo. Se caracteriza por ser uno de los templos más antiguos de la región norte de Michoacán y por la gran calidad de su torre de estilo neoclásico, elaborada en cantera roja.

## Iglesia de Estilo Neoclásico
Fachada de argamasa y su portada en cantera de 2 cuerpos. El primero con de medio punto, columnas exentas y 2 medias muestra con pedestal y capitel dórico friso decorado con triglifos y metopas; el segundo cuerpo cuenta con ventana coral de arco apuntando con dos columnas media muestra de capitel jónico con guirnaldas, friso con motivos vegetales en relieve y un pequeño frontón recto, rematando este cuerpo; flanquean a toda la fachada 2 largas columnas media muestra con sendos jarrones en los extremos, y remate de la fachada es de forma mixtilínea; el templo luce una torre del lado derecho, de 2 cuerpos con arcos rebajados moldurados y a los lados columnas pareadas medias muestra de capital jónico. En cuanto al interior su planta es de cruz latina, plafón de madera con grandes vigas y 3 retablos en cantera. Una capilla del santísimo y una de criptas.

## Historia
Desde su fundación la asistencia espiritual de Churintzio pertenecía a la jurisdicción de Tlazazalca.
1876 fue restaurado junto con el curato que hoy es el Palacio municipal.
El templo fue cerrado y utilizado como cuartel militar durante la cristiada por el gobierno. 
Fue restaurado en el 2008 por el Pbro. Manuel Méndez Evaristo en los muros donde se descubrieron pinturas virreinales en las que se representan imágenes de la letanía Lauretana que estaban cubiertas con repellado. A causa de problemas con el INAH por daños al patrimonio artístico e histórico de la nación se vio obligado Méndez Evaristo a abandonar precipitadamente su breve cargo como párroco de Churintzio.
En 2014 se realizó la remodelación del atrio parroquial, incentivada por las autoridades municipales. En el año 2020 se retomó la restauración total del templo parroquial gracias al apoyo de las autoridades municipales en coordinación con el Sr. Cura Martín García Méndez.

## Franciscanos y el templo de Ntra. Sra. Del Rosario

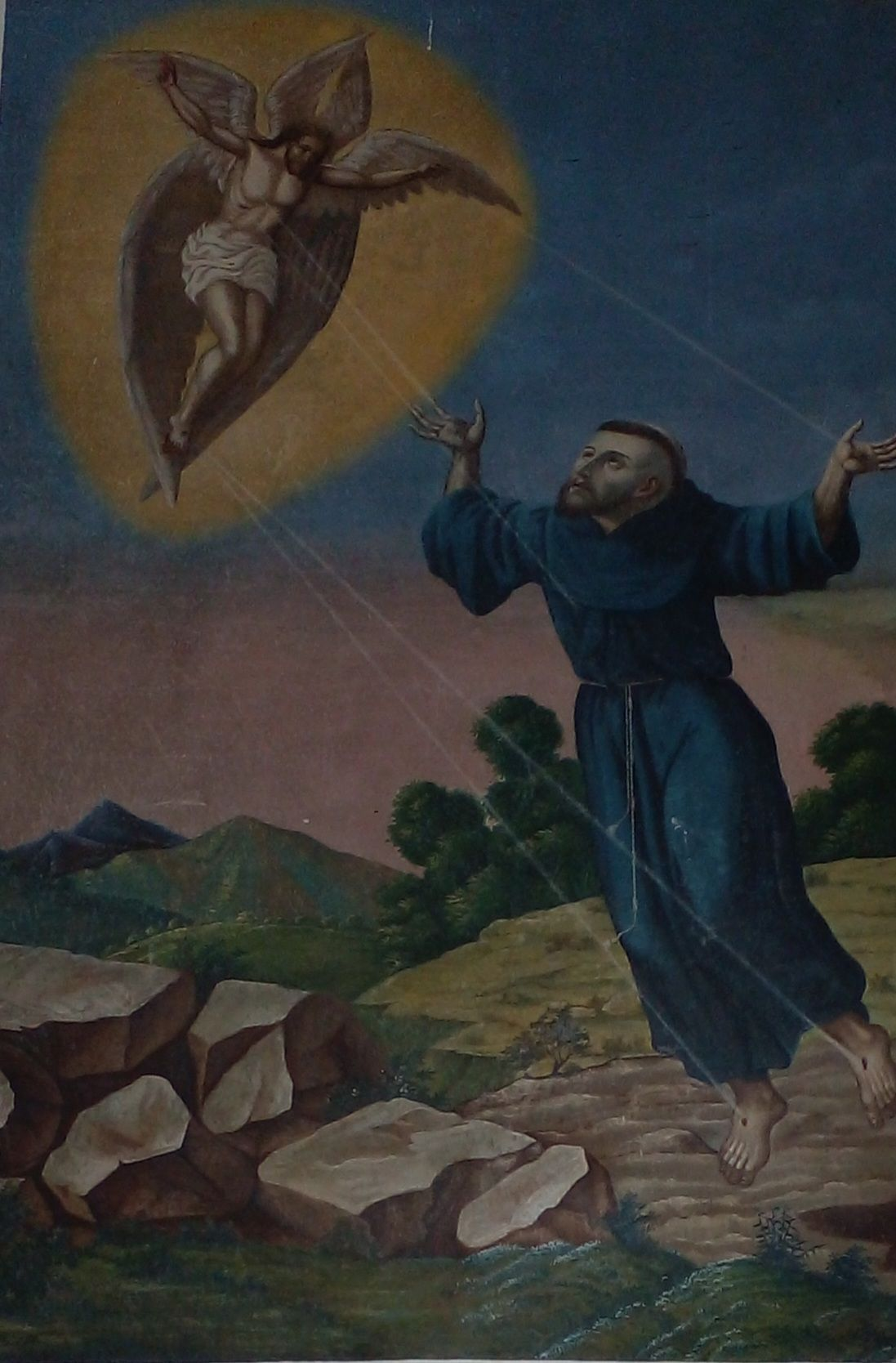
Cuadro de la estigmatización de san Francisco

El templo originalmente estaba dedicado a san Antonio de Padua, puesto que el municipio fue evangelizado por los hermanos de la orden de san Francisco de Asís, pero fue cambiado a raíz de un milagro que hizo la virgen del Rosario, según la leyenda, pues avisó al pueblo del ataque de unos bandoleros, repicando las campanas.
En el templo aún se conserva un cuadro de la estigmatización de san Francisco.
El templo aún sede de una fraternidad de la orden franciscana seglar erigida canónicamente en Churintzio el 3 de agosto del año del señor de 1902. Diversos párrocos fueron miembros de dicha orden entre ellos, el más distinguido, el Presbítero don Crisanto Vélez primer párroco de Churintzio.

## Vicaría de Churintzio
Desde su fundación Churintzio perteneció al curato de Tlazazalca, más al erigirse la vicaría de Zináparo quedó agregada a ésta. Fue hasta el 4 de noviembre de 1829 por concesión del Señor cura interino de tlazazalca Don José Antonio de Silva, que se le concedio el rango de vicaría fija segregándolo de Zináparo su primer vicario fue el Presbítero Don José María Olmedo.
Los vicarios de Churintzio fueron los siguientes sacerdotes,  José María Olmedo, Manuel de Anso, José María de Anso de Ocampo, Juan Manuel Cano, José Antonio Verduzco, José Manuel Méndez, José Luis Sandoval, José Ignacio Ocampo, dos veces José Felipe Ramírez, José Dolores Savedra, Camilo Melgoza, dos veces Rafael Ochoa, Pedro Arroyo, el insigne Cipriano Martínez y el de feliz memoria Don Crisanto Vélez.

## Vida pastoral de la parroquia historia
En Churintzio hay constancia documental de la cofradía del santísimo sacramento, mediante un libro en el que se llevaba cuenta general y data perteneciente a los bienes y gastos, de los referidos bienes del santísimo sacramento, hecha por el mayordomo Gerónimo Garibay a partir del 14 de octubre de 1843.
Otras asociaciones.
- La vela perpetua.
- Las hijas de María.

## Parroquia de San Antonio de Padua
El templo está dedicado a nuestra señora del Rosario y es la sede de la parroquia de san Antonio de Padua, la cual no tiene una iglesia dedicada al santo, El templo como monumento histórico está registrado bajo el nombre de parroquia de Ntra. Sra. del Rosario.
Compuesta por las siguientes iglesias:
Santuario de Guadalupe (Churintzio)
La Purísima (La Noria)
La Santa Cruz (Las Cruces)
San Vicente de Paul (San Vicente La Loma)
Ntra. Sra. del Rosario (La Higuera)
El Divino niño (El Sabino)
La Sagrada Familia (Huapamacato)
San Judas Tadeo (Sanguijuelas)
La Inmaculada Concepción (Changuitiro)
Ntra. Sra. de la Esperanza (Torrecillas)
El jagüey
Buenavista
Nuevo Morelos
El Porvenir

## Órdenes Religiosas y Congregaciones
Las órdenes religiosas y congregaciones que han tenido permanencia en la parroquia  y han influido en su espíritualidad son:
- La Orden Franciscana Seglar.
- La Congregación de las Hermanas de los Pobres Siervas del Sagrado Corazón o HPSSC.
- La Congregación Exclavas de la Inmaculada Niña.

## Nuestra Señora de Churintzio
La Virgen del Colegio o Nuestra Señora de Churintzio es una imagen mediana de la Virgen María, venerada en el templo de Nuestra Señora del Rosario ubicado en Churintzio, en el estado de Michoacán.

### Historia

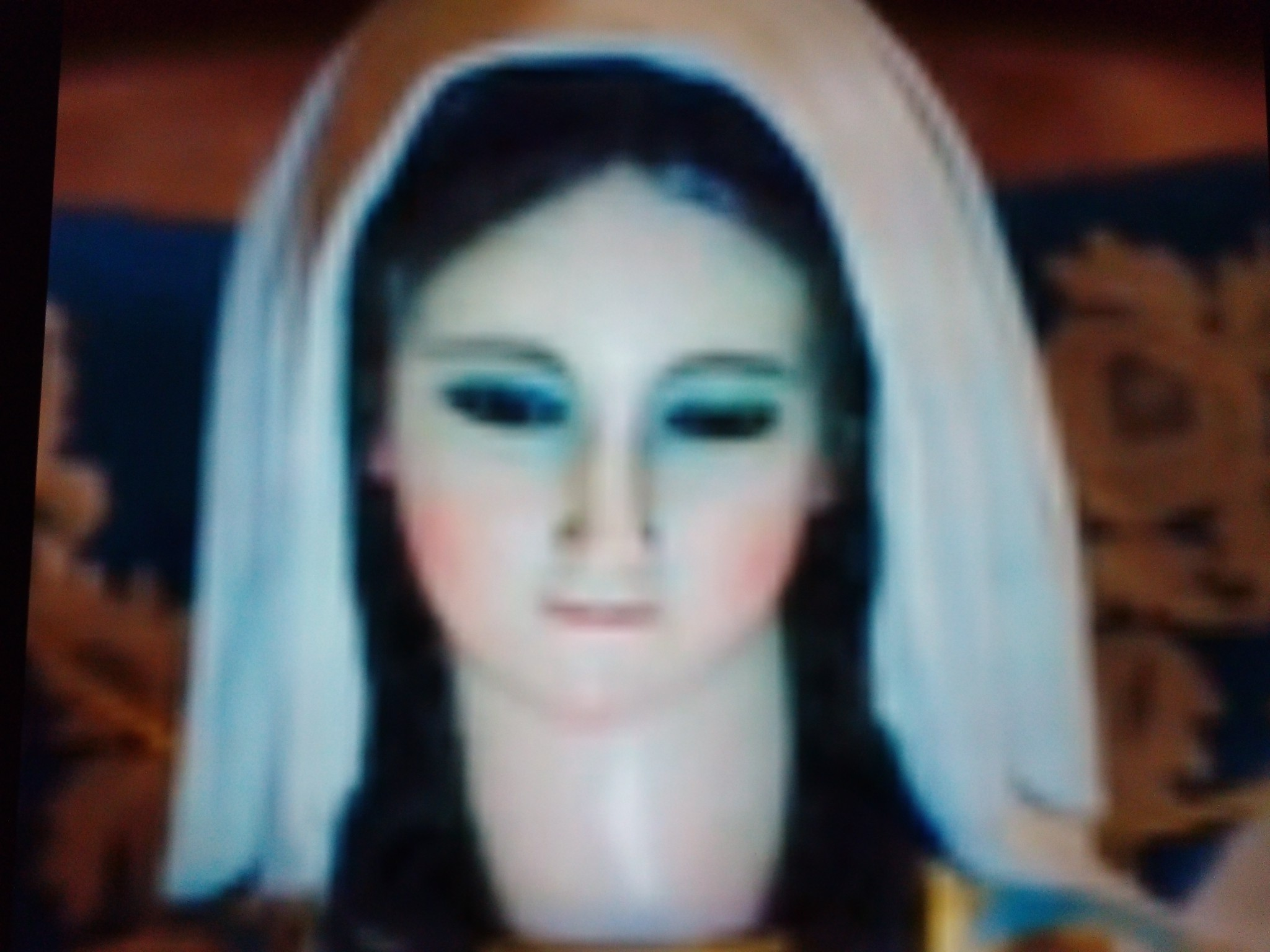
Nuestra Señora de Churintzio

Es conocida como la virgen del Colegio o la virgen de Churintzio a raíz, de estos hechos, pero la imagen, es de la Medalla milagrosa. La imagen de la Virgen estaba en el Colegio Crisanto Vélez, en Churintzio Michoacán. Los hechos ocurrieron así: A principios del siglo XX. Mientras una religiosa del colegio de la congregación de  las Hermanas de los Pobres Siervas del Sagrado Corazón o HPSSC. estaba en su oración, la virgen comenzó a llorar, la frente del rostro de la virgen brillaba, así que llama a las demás religiosas, para que presencien el suceso. Ellas quedaron impresionadas con lo que veían. Fueron donde el párroco; le contaron, Lo sucedido, él les dice que lloraba por la situación del país pues la guerra estaba en auge y había mucho dolor. La noticia se esparció inmediatamente a los municipios de los alrededores, con el tiempo muchas caravanas empezaron a llegar a ver a la virgen de Churintzio que lloraba, en esos tiempos se viajaba en carretas o caballos, las mujeres llevaban sus tortillas hechas a mano en canastos para alimentarse en el viaje por su gran devoción y ver a la virgen del colegio. Peregrinaban muchas personas, de los municipios de Ecuandureo, Tlazazalca, Penjamillo y lo hacían de muchas otras partes. Con el tiempo las personas ya no iban al templo solo iban a ver a la virgen del colegio por eso el padre hizo trasladar la imagen de la virgen al templo parroquial para que la gente volviera a ir al templo La virgen de Churintzio o del Colegio ha sido venerada desde entonces hasta la actualidad su fiesta principal es el 27 de noviembre. Muchas personas le tienen gran devoción a la virgen, y le agradecen favores recibidos, a ellos, o sus familiares.

### Culto
A la Virgen de Churintzio se le hace la consagración de todos los niños pequeños, quienes acompañados de un padrino adulto pasan por debajo del manto de la Virgen de churinitzio, se hacen callejoneadas en honor a la virgen y verbenas música de bandas, castillos y fuegos pirotécnicos.

### Oración
Oración a Nuestra Señora de Churintzio
¡Oh dulcísima Virgen María, Nuestra Señora de Churintzio, Madre tierna y luminosa, que elegiste este pueblo como morada de amor y consuelo!
Tú que mostraste tu presencia con lágrimas benditas y que acoges bajo tu manto a los más pequeños, te pedimos que extiendas tu protección sobre nuestras familias, sobre nuestros campos, y sobre todo el pueblo que te honra. 
Ilumina nuestros caminos en la oscuridad, fortalece nuestra fe en las pruebas, y enséñanos a amar como tú, con humildad, esperanza y entrega.
Tú que escuchas el corazón de los sencillos y no desoyes al que clama con fe, intercede por nosotros ante tu Hijo Jesucristo para que nunca falte el pan, la paz ni la unidad en nuestro hogar.
Virgen del Colegio, Reina del Rosario, Nuestra Señora de Churintzio, ruega por nosotros, ahora y siempre. Amén.

## Galería

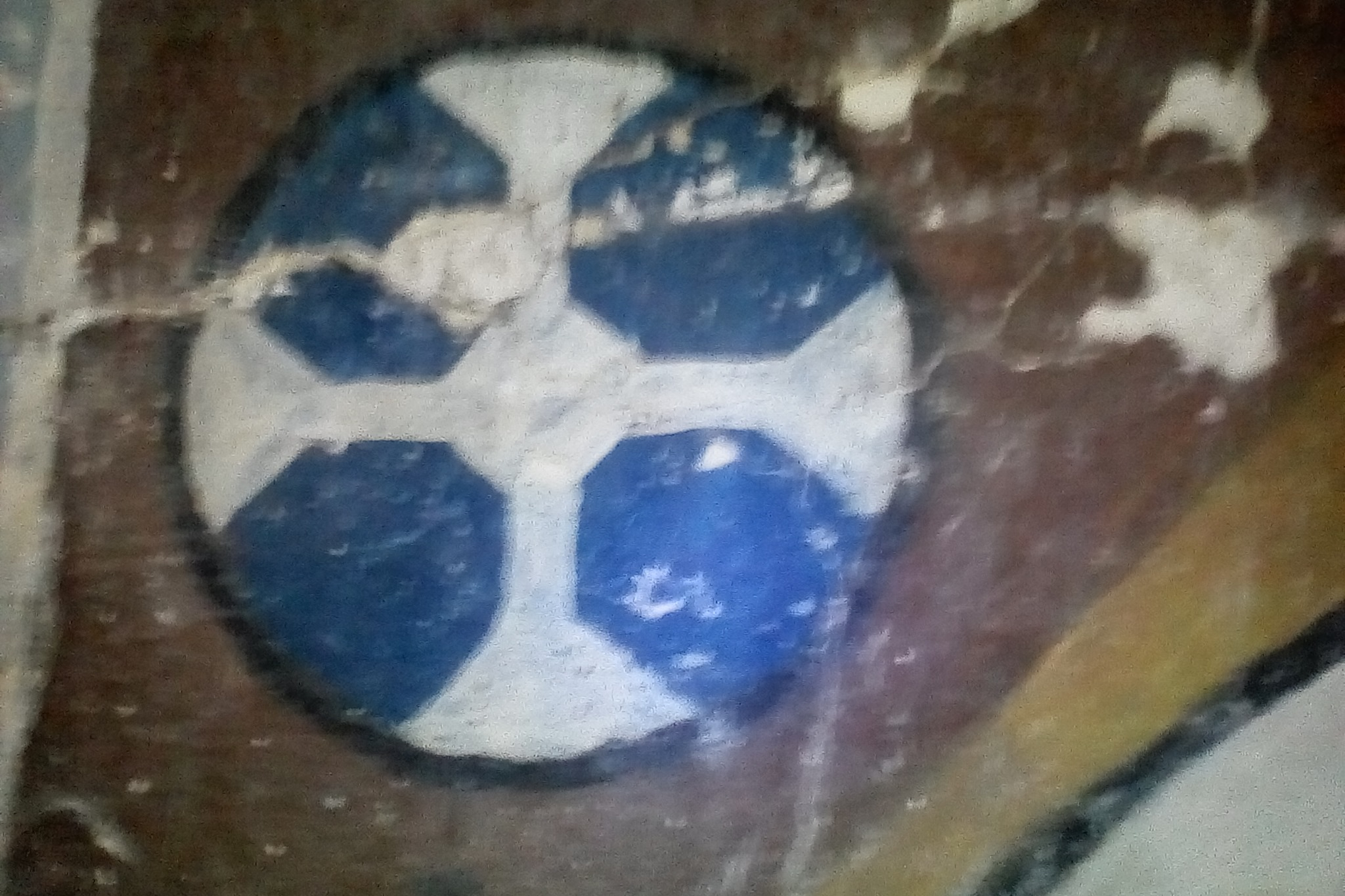
Cruz Pintura virreinal
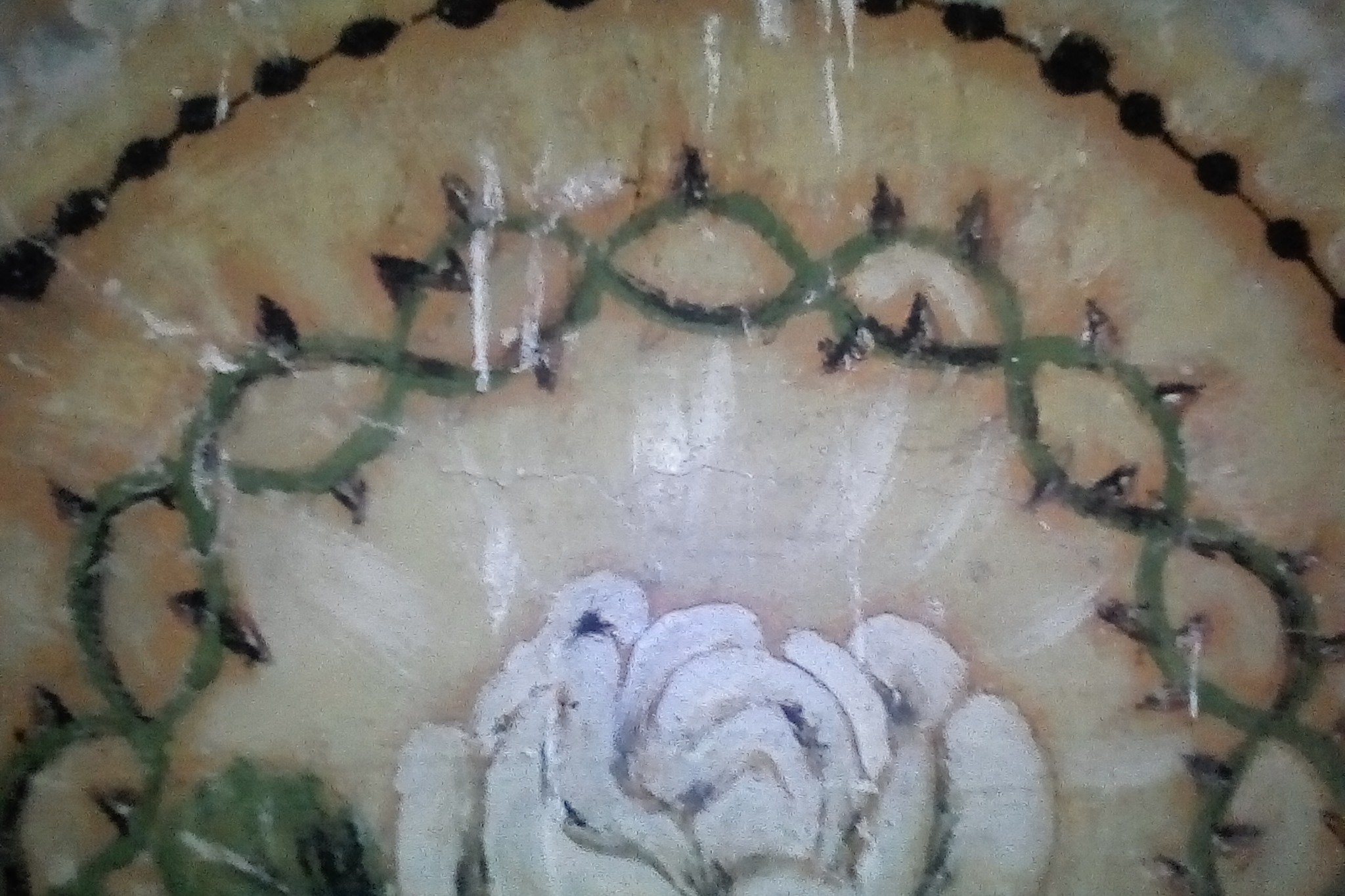
Rosa Mística Pintura virreinal
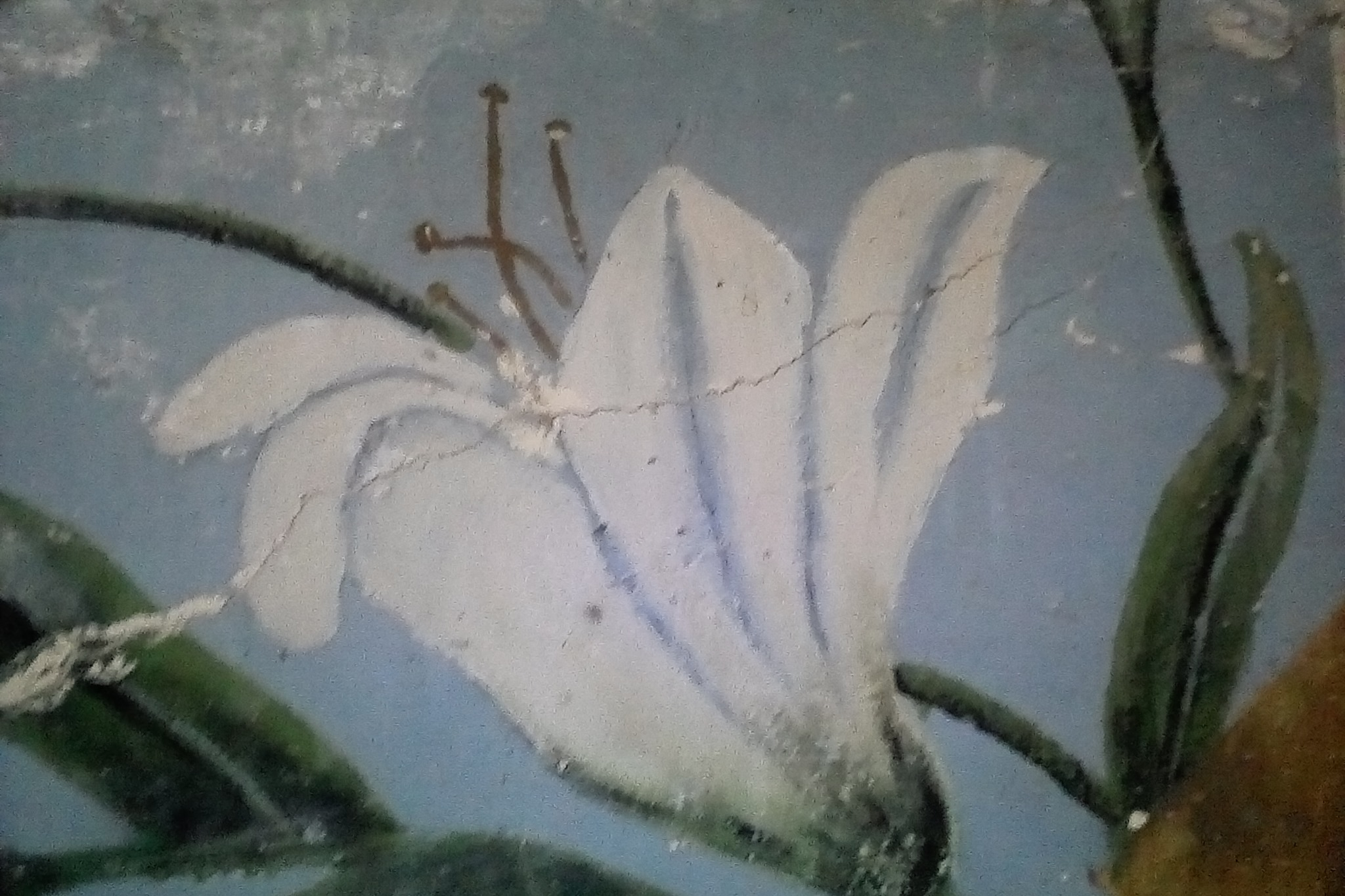
Flor Pintura virreinal